# Egen lag
Egen lag (originaltitel: Wisdom) är en amerikansk film från 1986 i regi av Emilio Estevez.

## Medverkande (i urval)
- Emilio Estevez - John Wisdom
- Demi Moore - Karen Simmons
- Tom Skerritt - Lloyd Wisdom
- Veronica Cartwright - Samantha Wisdom
- William Allen Young - Agent Williamson
- Richard Minchenberg - Agent Cooper
- Ernie Brown - Bill, Motel manager
- Charlie Sheen - City Burger manager